# Pozyton
Pozyton, antyelektron (nazywany też pozytronem wskutek kalkowania ang. nazwy positron) – elementarna cząstka antymaterii oznaczana symbolem e+, będąca antycząstką elektronu. Należy do grupy leptonów.
Jej ładunek elektryczny jest równy +1 (jednostce ładunku elementarnego), masa jest równa masie elektronu. Spin pozytonu jest połówkowy.
Cechą charakterystyczną jest fakt, że po spotkaniu elektronu z pozytonem najczęściej, bo z prawdopodobieństwem 99,8%, dochodzi do anihilacji na dwa kwanty gamma. Fotony anihilacyjne emitowane są wówczas (w układzie środka masy) w dokładnie przeciwnych kierunkach. Muszą być spełnione zasady zachowania ładunku, pędu jak i energii, stąd też energia każdego z kwantów przy anihilacji dwufotonowej jest równa 511 keV. Obserwowane są również inne kanały anihilacji, wśród których można wymienić anihilację 3-fotonową (3QA), jednak są one znacznie mniej prawdopodobne – na przykład przekrój czynny na anihilację dwufotonową jest 371 razy większy od przekroju na anihilację trójfotonową.

## Źródła i zastosowanie pozytonów
Antyelektrony powstają przede wszystkim przy promieniowaniu beta plus. W rozpadzie tym proton w jądrze atomowym ulega przemianie na neutron, pozyton oraz neutrino, np.
{\displaystyle _{11}^{22}\mathrm {Na} \rightarrow _{10}^{22}\mathrm {Ne} +\mathrm {e} ^{+}+\mathrm {\nu } _{e}}
Spośród ok. 200 istniejących w przyrodzie takich izotopów tylko część używana jest do badań. Kryterium jest tu maksymalna energia emitowanego pozytonu oraz czas połowicznego rozpadu izotopu. W badaniach materiałowych szczególnie chętnie wykorzystuje się izotop 22Na lub 68Ge.
Pozytony stosuje się w badaniach materiałowych, przede wszystkim do znajdowania defektów struktury krystalicznej, w medycynie do obrazowania w pozytonowej tomografii emisyjnej.

## Historia odkrycia
Istnienie pozytonu zostało przewidziane teoretycznie w roku 1928 przez Paula Diraca. Po raz pierwszy zaobserwowany został w komorze mgłowej cztery lata później w roku 1932 przez Carla Andersona. Dirac interpretował pozyton jako dziurę w tzw. morzu Diraca, z kolei Richard Feynman rozważał go jako cząstkę poruszającą się do tyłu w czasie. Po odkryciu pozytonu m.in. małżonkowie Joliot-Curie zaobserwowali tworzenie się pozytonium, czyli stanu związanego e+e-.